# Cibitung (Ciater)
Cibitung is een bestuurslaag in het regentschap Subang van de provincie West-Java, Indonesië. Cibitung telt 2899 inwoners (volkstelling 2010).